# Bernard Ntuyahaga

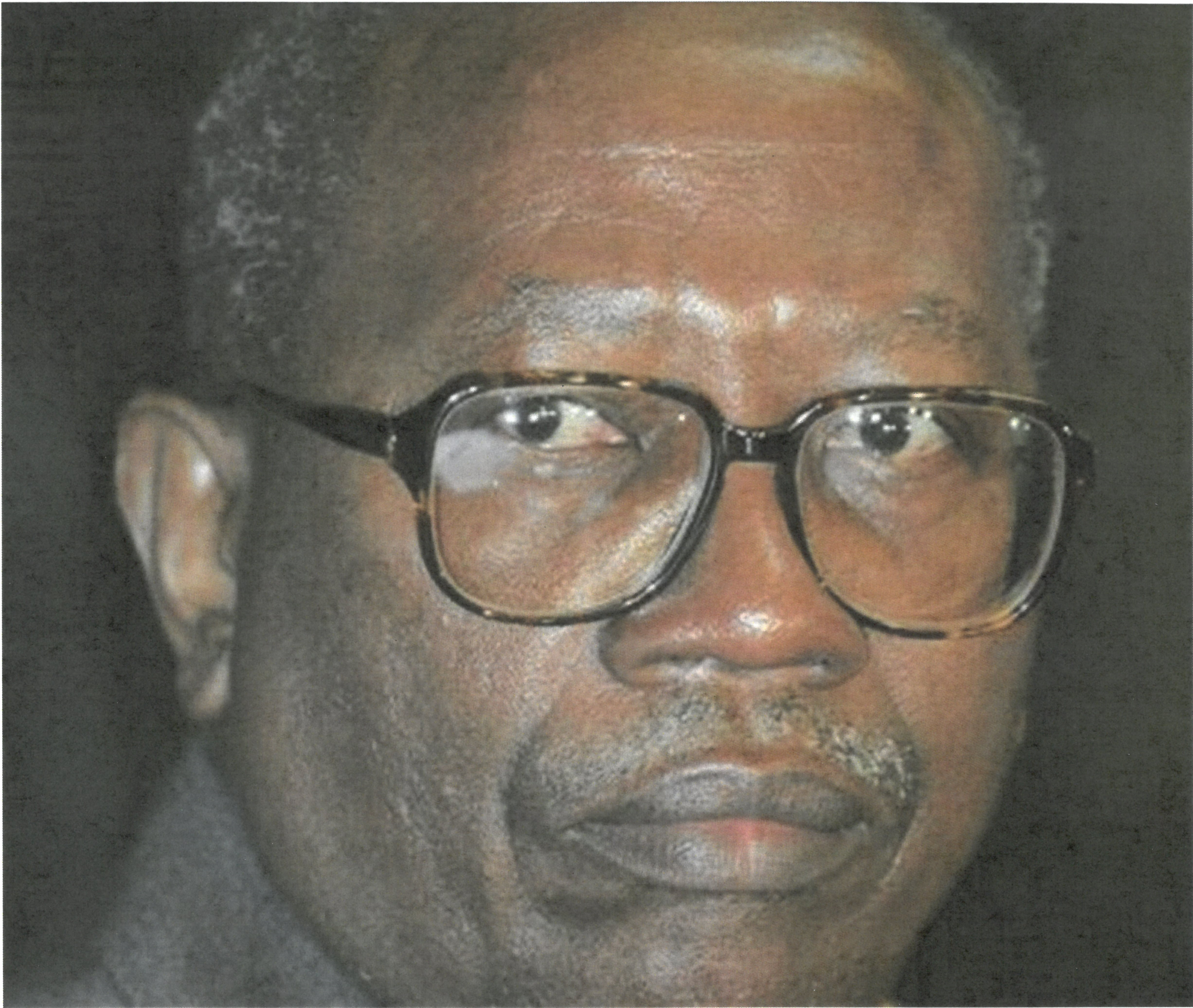
Majoor Bernard Ntuyahaga tijdens veroordeling

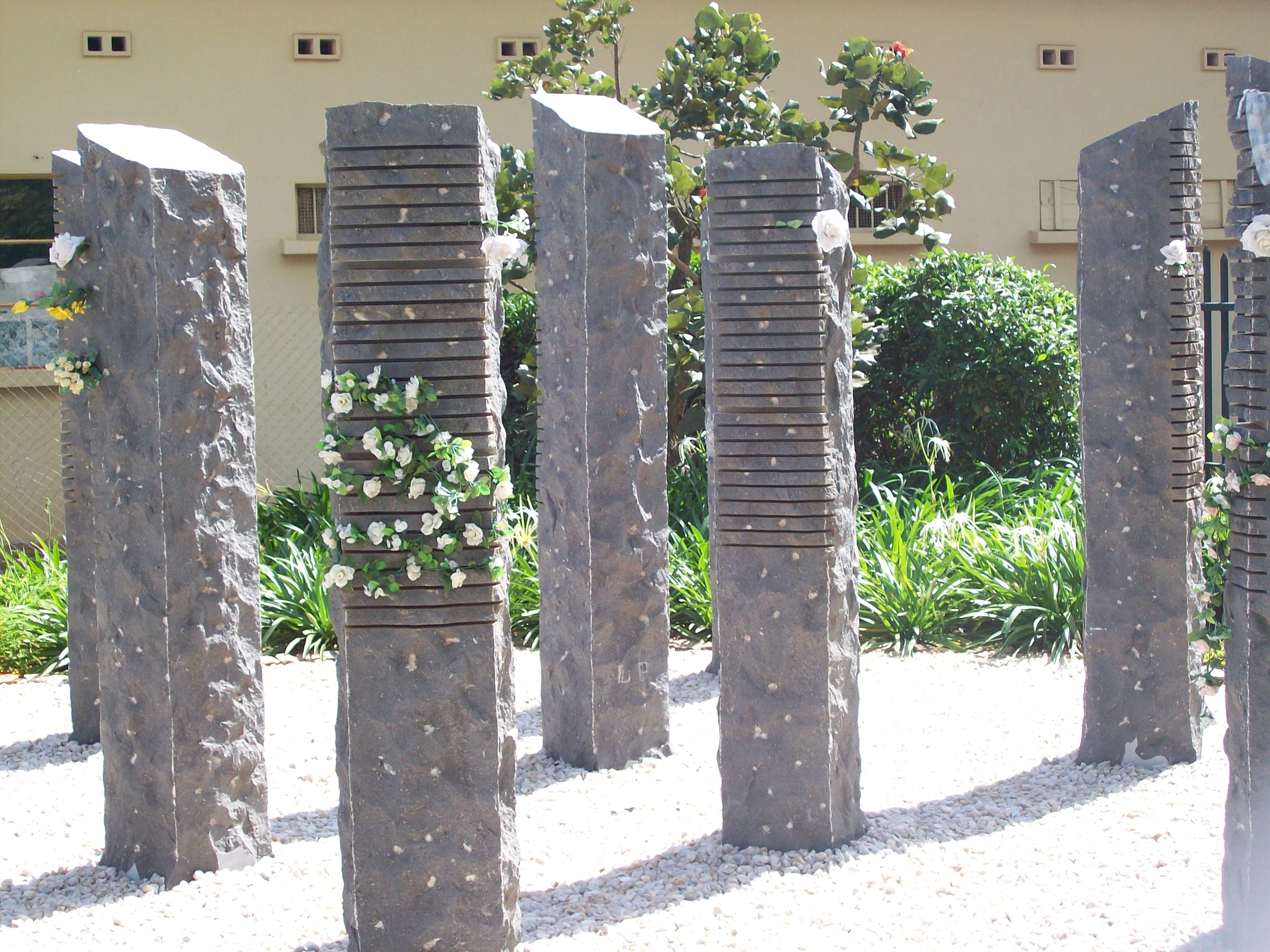
Monument 10 vermoorde Belgische blauwhelmen in Kamp Kigali

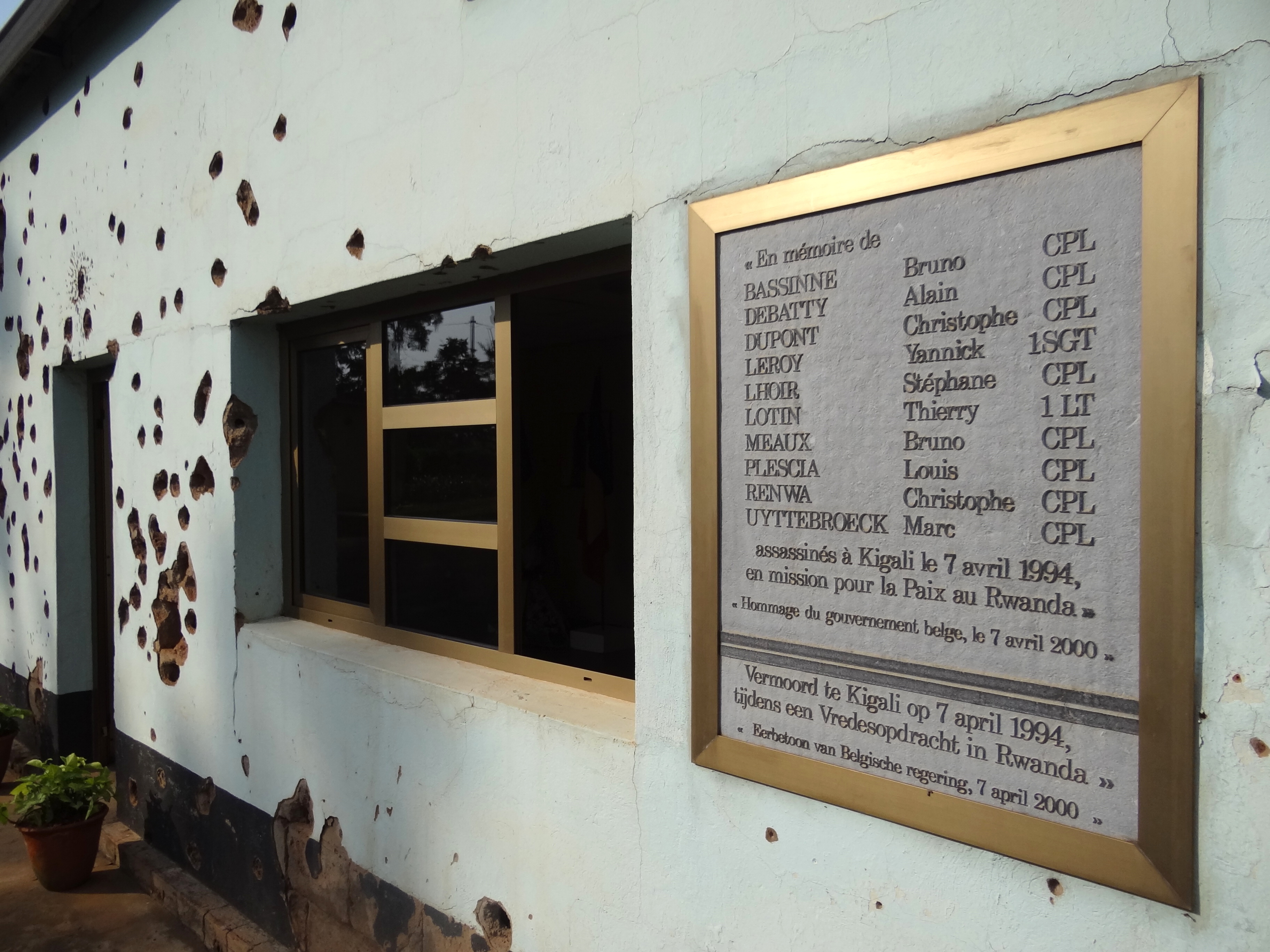
Gedenkplaats 10 vermoorde Belgische blauwhelmen in Kamp Kigali

Bernard Ntuyahaga (Mabanza, 1952) is een Rwandees oorlogscrimineel en voormalig Rwandese legerofficier die veroordeeld werd voor de moord op 10 blauwhelmen op 7 april 1994 bij de start van de Rwandese Genocide.

## Moord op blauwhelmen
Op 7 april 1994 gaf generaal Roméo Dallaire, de leider van UNAMIR, bevel aan Belgisch kolonel Luc Marchal om tien Belgische VN-soldaten de minister-president Agathe Uwilingiyimana te beschermen. De paracommando's werden samen met vijf Ghanese blauwhelmen ontwapend en in een minibus afgevoerd naar Kamp Kigali. Wanneer in het kamp het gerucht gaat lopen dat het toestel van president Habyarimana is neergeschoten door Belgische blauwhelmen, worden ze het mikpunt van de lynchpartij door de opgehitste Rwandese soldaten. Deze soldaten stonden onder leiding van majoor Bernard Ntuyahaga.
Al vrij snel bezwijken vier Belgen aan de slagen die ze te incasseren krijgen. De zes anderen en de vijf Ghanezen nemen hun toevlucht tot een lokaal naast het gebouw van de VN-waarnemer in het kamp, de Togolese kapitein Apedo. Wanneer de Rwandese militairen het gebouw onder vuur nemen, zoeken ze dekking onder de bedden die er staan en achter het lijk van een vijfde Belgische soldaat die intussen dodelijk getroffen is door een kogel.
Even wordt het vuren gestaakt: de Ghanezen krijgen het bevel het lokaaltje via een raampje te verlaten. Een Rwandese soldaat probeert het lokaal via het dak binnen te dringen. De Belgen maken hem zijn kalasjnikov afhandig en schieten hem dood. De Rwandezen halen er een raketlanceerder bij en werpen via een gat in het dak granaten in het gebouwtje. Het Belgische verzet valt stil tussen 12 en 14 uur.
Enkele uren voordien, kort na 10 uur, is Dallaire voorbij Kamp Kigali gereden. Hij zag enkele militairen in Belgische uniformen op de grond liggen. Hij verklaarde nadien dat hij zijn chauffeur de opdracht gaf om te stoppen, maar die zou geweigerd hebben omdat zijn veiligheid niet gewaarborgd kon worden.

## Gevolgen van de moord
Op 8 april kregen alle eenheden te horen dat 10 Belgen waren gesneuveld. België was zeer kwaad, omdat Dallaire zijn soldaten in gevaar had gebracht, en trok hierop zijn soldaten terug. Tussen 9 en 19 april werden alle aanwezige Belgen geëvacueerd (operatie Silver Back) gevolgd door de volledige terugtrekking van alle nog aanwezige paracommando's (operatie Blue Safari). Na de terugtrekking van de Belgen volgde andere landen en daardoor verdween de remmende factor voor de genocide.
Na zijn terugkeer in Canada publiceerde Dallaire zijn zeer kritisch relaas over de gebeurtenissen die hij van dichtbij meemaakte, waarin hij de onmacht van de VN hekelde, Shake Hands with the Devil.
Een onafhankelijk onderzoek dat Kofi Annan in 1999 liet uitvoeren naar het falen van de VN oordeelde vernietigend over alle betrokken organen, inclusief de Veiligheidsraad en de secretaris-generaal zelf. De onderzoekscommissie concludeerde dat de VN en de aangesloten landen een helder en duidelijk excuus waren verschuldigd aan het Rwandese volk.

## Veroordeling en repatriëring
In 2007 werd majoor Ntuyahaga door een Belgisch hof van assisen tot 20 jaar cel veroordeeld voor zijn aandeel in de moord op tien Belgische para’s in Kigali. Na zijn gevangenisstraf was hij opgesloten in het gesloten asielcentrum van Steenokkerzeel. Op 21 december 2018 is hij gerepatrieerd naar Rwanda nadat de Rwandese regering had verklaard aan de Belgische autoriteiten dat hij geen onmenselijke of vernederende behandeling zal ondergaan bij zijn terugkeer naar zijn land.